# 한국시리즈 MVP
한국시리즈 MVP는 KBO 한국시리즈에서 가장 뛰어난 활약을 보인 선수를 의미한다.

## 역대 수상 선수
- 1982년: 김유동 (OB 베어스, 외야수) : 한국시리즈 6차전 만루홈런
- 1983년: 김봉연 (해태 타이거즈, 내야수) : 19타수 9안타 0.473의 타율과 1홈런 8타점
- 1984년: 유두열 (롯데 자이언츠, 외야수) : 7차전에서 8회 역전 쓰리런홈런
- 1985년: 없음 (삼성 라이온즈 통합 우승)
- 1986년: 김정수 (해태 타이거즈, 투수) : 4게임 중 3승 방어율2.45
- 1987년: 김준환 (해태 타이거즈, 외야수) : 12타수 6안타 4타점 2홈런, 3,4차전 역전 결승홈런
- 1988년: 문희수 (해태 타이거즈, 투수) : 3게임 중 2승1세이브 방어율0.457
- 1989년: 박철우 (해태 타이거즈, 내야수) : 18타수 8안타 타율.444
- 1990년: 김용수 (LG 트윈스, 투수) : 2게임 2승 방어율 1.29
- 1991년: 장채근 (해태 타이거즈, 포수) : 15타수 7안타 8타점 .타율.467
- 1992년: 박동희 (롯데 자이언츠, 투수) : 3경기 2승1세이브 방어율3.78
- 1993년: 이종범 (해태 타이거즈, 내야수) : 29타수 9안타 4타점 7도루, 7차전에서 4타수 3안타 2도루
- 1994년: 김용수 (LG 트윈스, 투수) : 3경기 1승 2세이브
- 1995년: 김민호 (OB 베어스, 내야수) : 31타수 12안타 2타점 5득점 타율.387, 6도루
- 1996년: 이강철 (해태 타이거즈, 투수) : 5경기 2승 1세이브 방어율0.56
- 1997년: 이종범 (해태 타이거즈, 내야수) : 17타수 5안타 3홈런 4타점 2도루
- 1998년: 정민태 (현대 유니콘스, 투수) : 3게임 2승 1세이브 17과2/3이닝 1실점 방어율0.51
- 1999년: 구대성 (한화 이글스, 투수) : 1승 1패 3세이브 방어율 0.93, 한화의 포스트시즌 8승 중 가운데 7승견인 (2승 5세이브)
- 2000년: 톰 퀸란 (현대 유니콘스, 내야수) : 홈런3개 10타점. 7차전에서 홈런2개 2루타 1개로 6타점
- 2001년: 타이론 우즈 (두산 베어스, 내야수) : 23타수 9안타 4홈런 8타점 9득점, 6차전에서 145m역전 장외 홈런
- 2002년: 마해영 (삼성 라이온즈, 외야수) : 24타수 11안타 3홈런 10타점 4차전 결승타 5차전 홈런2, 6차전 끝내기홈런
- 2003년: 정민태 (현대 유니콘스, 투수) : 3경기 3승, 7차전에서 2안타 완봉승
- 2004년: 조용준 (현대 유니콘스, 투수) : 7경기 12와1/3이닝 3세이브 방어율 0.00
- 2005년: 오승환 (삼성 라이온즈, 투수) : 3경기 1세이브, 7이닝 무실점, 11탈삼진, 평균 자책점 0.00
- 2006년: 박진만 (삼성 라이온즈, 내야수) : 25타수 7안타 2타점, 3차전 결승타
- 2007년: 김재현 (SK 와이번스,지명타자) : 23타수 8안타 2홈런 4타점, 3,5차전 결승타 4,6차전 홈런
- 2008년: 최정 (SK 와이번스, 내야수) : 19타수 5안타 1홈런 4타점, 3차전 결승홈런, 5차전 결승타 (최연소 한국시리즈 MVP, 수상 당시 만 21세)
- 2009년: 나지완 (KIA 타이거즈, 외야수) : 7차전 역전 결승타 (역대 최초 7차전 끝내기 홈런), 20 타수 5안타, 7차전 4타수 2안타 3타점 2홈런
- 2010년: 박정권 (SK 와이번스, 내야수) : 13타수 4안타, 타율 0.308, 1홈런 4타점, 1차전 결승홈런
- 2011년: 오승환 (삼성 라이온즈, 투수) : 4경기 5.2이닝 무실점 3세이브, 평균 자책점 0.00
- 2012년: 이승엽 (삼성 라이온즈, 내야수) : 23타수 8안타, 타율 0.348, 1홈런 7타점, 1차전 결승홈런 (최고령 한국시리즈 MVP, 수상 당시 만 36세)
- 2013년: 박한이 (삼성 라이온즈, 외야수) : 24타수 7안타, 타율 0.292, 1홈런 6타점, 6득점
- 2014년: 야마이코 나바로 (삼성 라이온즈, 내야수) : 24타수 8안타, 타율 0.333, 4홈런 10타점, 단일 한국시리즈 최다 홈런 타이, 6차전 5타수 3안타 1홈런 5타점
- 2015년: 정수빈 (두산 베어스, 외야수) : 14타수 8안타, 타율 0.571,1홈런 5타점, 5차전 쐐기 3점홈런
- 2016년: 양의지 (두산 베어스, 포수) : 16타수 7안타, 타율 0.437, 1홈런 4타점, 4차전 결승 솔로홈런⁶
- 2017년: 양현종 (KIA 타이거즈, 투수) : 10이닝 무실점, 1승 1세이브, 2차전 완봉승, 5차전 세이브
- 2018년: 한유섬[1] (SK 와이번스, 외야수) : 6차전 연장 13회 결승 1점홈런
- 2019년: 오재일 (두산 베어스, 내야수) : 타율 0.333, 1홈런 6타점, 1차전 끝내기안타 및 4차전 결승타
- 2020년: 양의지 (NC 다이노스, 포수) : 타율 0.318(22타수 7안타), 1홈런, 3타점
- 2021년: 박경수 (KT 위즈, 내야수) : 3차전 굳히기 홈런, 보살수비 10회
- 2022년: 김강민 (SSG 랜더스, 외야수): 1차전 동점 홈런, 5차전 끝나기 홈런
- 2023년: 오지환 (LG 트윈스, 내야수) : 2차전 솔로 홈런, 3차전 역전 3점 홈런, 4차전 3점 홈런
- 2024년: 김선빈 (KIA 타이거즈, 내야수): 17타수 10안타 (.588) 2타점 3득점 2볼넷

### 최다 수상 선수
- 김용수(LG 트윈스, 1990,1994)
- 이종범(해태 타이거즈 (현 KIA 타이거즈), 1993,1997)
- 정민태(현대 유니콘스, 1998, 2003)
- 오승환(삼성 라이온즈, 2005,2011)
- 양의지(두산 베어스, NC 다이노스, 2016,2020)

## 같이 보기
- 한국시리즈
- KBO MVP

1. ↑  수상당시 이름은 한동민